# Lansberg
Lansberg é uma cratera de impacto existente no Mare Insularum, na Lua.
Ela pode ser localizada seguindo-se uma linha sul-sudoeste entre a cratera Copernicus e a cratera Reinholdt, nesta região do satélite, então virando a sudoeste até a Landsberg. Existem pequenas áreas planas ao longo das paredes internas da cratera e os topos delas mergulham produzindo bordas agudas. Esta formação geológica não tem sofrido erosão e não há crateras de impacto significatvas em seu interior.
No sudeste de Lansberg encontra-se o ponto de pouso da sonda espacial soviética Lunar 5.